# Ахметов, Адиль Ералиевич
Адиль Ералиевич Ахметов (род. 30 сентября 1984 в г. Алматы) — казахстанский актёр кино и театра, телеведущий, ведущий мероприятий Государственного и Международного уровней. Заслуженный деятель Казахстана (2017). Лауреат Государственной премии Республики Казахстан (2018).

## Биография
Родился 30 сентября 1984 года в Алматы.
В 2002 году поступил на театральный факультет Казахской Национальной академии искусств имени Т. К. Жургенова (КазНАИ) по специальности «Актер драмы и кино». В 2006 году окончил курсы заслуженного деятеля искусств Казахстана, профессора Нурканата Жакыпбая.
С 2006 по 2007 год — артист театра Тазабекова.
С 2007 года по настоящее время — актёр театра «Жастар» г. Нур-Султан.
С 23 сентября 2020 года по 10 мая
2023 года — директор театра «Жастар» г. Нур-Султан.

## Роли в театре
- Н.Гоголь «Ревизор» — Антон Антонович
- Ч.Айтматов «Чингизхан» — Чингизхан
- У.Шекспир «Укрощение строптивой» — Петручио
- Т.Миннуллин «Четыре мужа Диляфруз» — Смагул
- С.Раев «Длинный путь в Мекку» — Император
- Ч.Айтматов «Круговращение» — Повелитель
- П.Мериме, Бизе-Щедрин «Кармен» — Священник
- Н.Оразалин «Шырақ жанған түн» — Танат
- Г.Мусирепов «Козы и Баян» — Кодар, Айбас, Сарыбай
- Л.Бернстайн «Вестсайдская история » — Бернардо
- С.Дуйсенбиев «Махаббат миниатюралары» — Монолог и другие.

## Роли в кино
|    | Год  | Название                                | Роль           | Режиссёр         |
| -- | ---- | --------------------------------------- | -------------- | ---------------- |
| 1  | 2006 | Месть (Кек)                             | Ильяс          | Дамир Манабаев   |
| 2  | 2007 | «Лавэ»                                  | Адиль          |                  |
| 3  | 2008 | Калжа                                   | Дастан         | Султан Сраилов   |
| 4  | 2009 | Возвращение (Елім ай)                   | Абылай         | Аманжол Айтуаров |
| 5  | 2010 | Астана – любовь моя (Турция, Казахстан) | Ерлан          | Ермек Шинарбаев  |
| 6  | 2012 | Ради будущего / Армандастар             | Арман          | Ерлан Сагинов    |
| 7  | 2011 | Алдар Көсе (Казахстан)                  | Касым хан      | Дин Махаматдинов |
| 8  | 2012 | Цена свободы (сериал)                   | Асхат          | Жанна Исабаева   |
| 9  | 2012 | Долг (сериал) Парыз                     | Асан           | Жасулан Пошанов  |
| 10 | 2012 | Войско Мын Бала                         | Райымбек батыр | Ахан Сатаев      |
| 11 | 2013 | Сункар (сериал)                         | Азамат         | Жасулан Пошанов  |
| 12 | 2016 | Дорога к матери                         | Ильяс          | Ахан Сатаев      |
| 13 | 2019 | Томирис                                 | Аргун          | Ахан Сатаев      |

## Награды
- 2014 — Лауреат Государственной премии «Дарын»[1]
- 2016 — Лауреат Национальной премии «Народный любимец» в номинации «Авторитет киноиндустрии»
- 2017 — Присвоено почётное звание «Заслуженный деятель Казахстана»
- 2017 — Лауреат Государственная стипендия Первого Президента Республики Казахстан — Елбасы в области культуры[2]
- 2017 — Почётная грамота Министерство культуры, информации и туризма Кыргызской Республики.
- 2017 — Лауреат Премии «Астана — ардагым» за вклад в развитие Астаны в области кинематографии.
- 2018 — Государственная премия Республики Казахстана в области литературы и искусства за роль Ильяс полнометражный художественный фильм «Анаға апарар жол» (2018)[3]
- 2019 — Нагрудный знак Министерство культуры Кыргызской Республики «Маданияттын мыкты кызматкери» (Отличник культуры).
- 2020 — Медаль «Халық алғысы» (Народная благодарность) Указ президента РК от 14 сентября.[4]
- 2022 (14 октября) — Указом Президента РК награждён орденом «Құрмет» (Почёта) из рук президента РК в Акорде.[5]